# Spiralni krakovi Mliječnog puta
Spiralni krakovi Kumove slame, spiralni krakovi galaktike Kumove slame. 
Izvan gravitacijskog utjecaja galaktičkih prečaka, struktura međuzvjezdanog medija i zvijezda u disku Kumove slame je organizirana u četiri spiralna kraka. Spiralni krakovi uobičajeno sadrže veću gustoću međuzvjezdanog plina i prašine od galaktičkog prosjeka kao i veću koncentraciju zvjezdane formacije, kao što je kod H II regija i molekulskih oblaka.
Nije sasvim izvjesno da je struktura Kumove slame spiralna i zasad nema konsenzusa o naravi spiralnih krakova Kumove slame. Savršeno logaritmičke spiralne strukture samo grubo opisuju osobine blizu Sunca jer galaktike obično imaju krakove koje se granaju, spajaju, neočekivano uvrću i pokazuju stupanje nepravilnosti. Mogući scenarij Sunca unutar a spur / Mjesnog kraka naglašava to i ukazuje da takve osobine vjerojatno nisu unikatne, nego postoje i drugdje u Kumovoj slami. Procjene kuta krakova kreću se od 7° do 25°. Ima razmišljanja da su četiri spiralna kraka koji svi počinju blizu središta Kumove slame. Nazvani su prema sljedećem, s pozicijama krakova prikazanih na slici na desno:
| Boja                                               | Krak(ovi)                                                      |
| -------------------------------------------------- | -------------------------------------------------------------- |
| cijan                                              | Bliži krak 3 kpc i Perzejev krak                               |
| ljubičasto                                         | Ravnalov i Vanjski krak (skupa s proširenjem otkrivenim 2004.) |
| zeleno                                             | Centaurov krak (Krak Štit-Južni križ)                          |
| ružičasto                                          | Krak Strijelac-Kobilica                                        |
| Barem su dva manja kraka i produžetka, među njima: |                                                                |
| narančasto                                         | Orionov-Labudov krak (sadrži Sunce i Sunčev sustav)            |